# Мілан Петьо
Мілан Петьо (угор. Pető Milán, нар. 25 січня 2005, Бреда) — угорський футболіст, півзахисник клубу «Пакш» та молодіжної збірної Угорщини. Виступав також за клуб «Відеотон».

## Клубна кар'єра
Мілан Петьо народився 2005 року в нідерландському місті Бреда в сім'ї футболіста Тамаша Петьо. Невдовзі сім'я повернулась на батьківщину, де Мілан розпочав займатися футболом спочатку в школі клубу «Веспрем», а пізніше в юнацькій команді клубу «Відеотон». У 2023 році футболіст розпочав грати за основну команду клубу «Відеотон», в якій виступав до 2025 року, взявши участь у 45 матчах чемпіонату, та ставши гравцем основного складу команди. З 2025 року Петьо грає у складі клубу «Пакш».

## Виступи за збірні
У 2023 році Мілан Петьо дебютував у складі юнацької збірної Угорщини, загалом на юнацькому рівні взяв участь у 4 іграх, відзначившись одним забитим голом. З 2025 року футболіст грає у складі молодіжної збірної Угорщини.